# Mei（冥）
『Mei（冥）』（めい、mei）は、株式会社KADOKAWAが発行している女性向け怪談専門誌。編集は同社のブランドカンパニーの1つである角川書店が担当している。Ghostly Magazine for girlsというサブタイトルが付いている。「女のコのためのこわ〜い文芸誌」とも紹介されている。怪談専門誌『幽』の妹雑誌。

## 沿革・概要
2012年10月19日創刊。年2回（4月・10月）発行。編集長は岸本亜紀。表紙イラストと装丁は祖父江慎による。雑誌名の名付け親は京極夏彦。
メインターゲットは20・30・40代のOL世代の女性とされる。『幽』の流れをくみながらも、もう少し気軽に怪談の世界を楽しんでほしいという編集長の思いから、キャッチフレーズは「異界への旅の入り口となる文芸誌」とされる。
雑誌とうたわれているが、雑誌コードがなく、また幽ブックスとされていることからも、書籍あるいはムック本である。
てのひら怪談大賞の選考会議の内容や選考結果が本誌上で掲載・発表される。
創刊から2013年9月までは発行・編集ともにメディアファクトリーが行っていたが、2013年10月、発行元が株式会社KADOKAWAへ移行した。2014年10月、編集担当が角川書店に移行する。
2014年12月発売のVol.05をもって一時休刊となる。

## 刊行情報
|        | 刊行日         | 特集                           |
| ------ | -------------- | ------------------------------ |
| Vol.01 | 2012年10月19日 | 闇を歩く                       |
| Vol.02 | 2013年4月19日  | トーベ・ヤンソンの世界         |
| Vol.03 | 2013年10月25日 | こわ～い京都をぶら～り散歩     |
| Vol.04 | 2014年4月19日  | 女のコのためのこわ～い漫画入門 |
| Vol.05 | 2014年12月2日  | 動物奇談                       |

## 主な掲載作家

### 小説
| - 東直子 - 勝山海百合 - 加門七海 - 工藤美代子 - 沙木とも子 | - 柴崎友香 - 千早茜 - 辻村深月 - 花房観音 | - 藤野可織 - 藤野恵美 - 椰月美智子 - 山白朝子 |

### 漫画
| - 伊藤三巳華 - 今日マチ子 | - 近藤ようこ | - 波津彬子 |